# Bienvenidos a la época iconoclasta
Bienvenidos a la época iconoclasta es el quinto álbum publicado por la banda jerezana de flamenco rock Los Delinqüentes.
Fue lanzado al mercado a mediados de 2009 por la discográfica El Volcán Música y contó con las colaboraciones entre otros de Julieta Venegas, Leiva de Pereza y Kiko Veneno.
El título del álbum es un homenaje a El Migué, un antiguo miembro de la banda fallecido, que en su momento había puesto dicho nombre a una obra de teatro que los integrantes de la banda interpretaron con motivo de un concurso de teatro organizado por el ayuntamiento de Jerez de la Frontera.

## Lista de canciones
1. Antiguo teatro callejero.
2. Cicatrizando.
3. ¿Quién es más poderoso el aire o el fuego? - Con Julieta Venegas
4. El increíble gorrión mojado.
5. Gas butano.
6. Dame una pista.
7. Camino de los bares. - Con Leiva (Pereza)
8. El loro.
9. Donde crecen las setas. - Con Rockberto (Tabletom)
10. El jardín.
11. La llave. - Con Sorderita
12. Quítate la ropa.
13. Arena en los zapatos.